# 佐藤徳雄
佐藤 徳雄（さとう とくお、1928年6月8日 - 2005年7月31日）は、日本の政治家。元日本社会党衆議院議員（3期）。

## 来歴
福島県郡山市出身。郡山商卒。小学校教諭、福島県教組委員長、県労連議長を経て、1983年の第37回衆議院議員総選挙で旧福島1区から日本社会党公認で立候補して初当選。3期務めた。1993年に引退した。
1998年、勲三等旭日中綬章受章。
2005年7月31日、死去。77歳没。死没日付をもって従四位に叙された。